# Vom Nutzen und Nachteil der Historie für das Leben

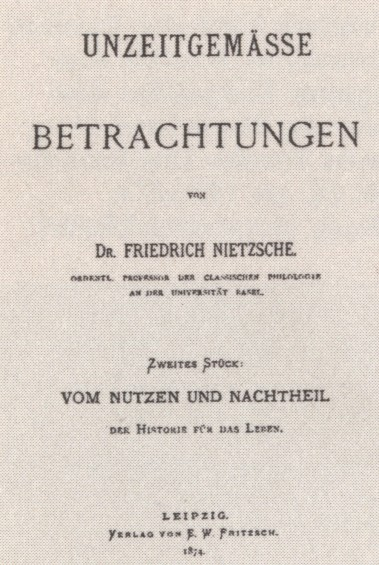
Titel der Erstausgabe 1874

Vom Nutzen und Nachteil der Historie für das Leben (vollständiger Originaltitel: Unzeitgemässe Betrachtungen. Zweites Stück: Vom Nutzen und Nachtheil der Historie für das Leben.) ist ein 1874 erschienenes Werk Friedrich Nietzsches und die zweite seiner vier Unzeitgemäßen Betrachtungen. Die Abhandlung gilt als wichtiges Werk aus Nietzsches früher Schaffensperiode (siehe Übersicht zum Werk Nietzsches). Er kritisiert darin seine akademischen Zeitgenossen, die seiner Meinung nach die Bedeutung der Geschichtswissenschaft entweder überschätzen oder verkennen. 
Das Werk nimmt auch spätere Themen Nietzsches vorweg und hat in der Nietzsche-Rezeption vergleichsweise große Beachtung gefunden. Es nimmt innerhalb der Unzeitgemässen Betrachtungen insofern eine Sonderstellung ein, als die drei übrigen Stücke sich mit zeitgenössischen Persönlichkeiten auseinandersetzen: beginnend mit einer Polemik gegen David Strauß, gefolgt von einer Huldigung Schopenhauers und einer Auseinandersetzung mit Richard Wagner und der Entstehung der Bayreuther Festspiele.
Die heute in der Nietzsche-Forschung üblichen Sigel des Buchs sind HL oder UB II.

## Übersicht
Nietzsches Unzeitgemässe Betrachtungen sind vor allem kulturkritische Schriften und thematisch nicht so weit gefächert wie die späteren, durchgängig philosophischen Werke Nietzsches. Er nähert sich dem Thema aber von unterschiedlichen Seiten. So berührt er, wenn er sich mit den Möglichkeiten der Geschichtswissenschaft auseinandersetzt, die Themen Geschichtsphilosophie und Wissenschaftstheorie. Indem er andererseits die Geschichte mit dem (menschlichen) Leben in Verbindung setzt, betreibt er auch eine Art Anthropologie. Im Rahmen dieser vier Gebiete bewegt sich die Schrift.
Von mehreren Interpreten ist darauf hingewiesen worden, dass besonders Nietzsches Begriff der „Historie“ in der Schrift nicht eindeutig besetzt sei, sondern zwischen den Bedeutungen „Geschichte“ (res gestae, das eigentlich Geschehene), „Geschichtsschreibung“ (historia rerum gestarum, die Erzählung des Geschehenen) und „Geschichtswissenschaft“ schwanke. Dies ist zu beachten, wenn im folgenden Nietzsches Terminologie verwendet wird.
Nach einer Einleitung, in der Nietzsche seine persönliche Motivation für das Verfassen der Schrift mitteilt, untersucht das erste Kapitel den Ursprung der „Historie“. Das Tier lebe nur in der Gegenwart – mit bescheidenem Glück – und damit unhistorisch. Der Mensch besitze nun im Gegensatz dazu die Fähigkeit, sich zu erinnern. Dies befähige ihn, Kultur zu schaffen. Andererseits stellten die individuellen Erinnerungen und kollektiven Aufzeichnungen immer auch eine Last dar. Werde diese einmal zu groß, dann sei die Lebensfähigkeit eines Menschen oder Volkes gehemmt. Die Historie ist damit in Nietzsches Augen sowohl eine Notwendigkeit als auch eine Gefahr.
Das zweite und dritte Kapitel behandeln drei Funktionen, welche die Historie innehabe. Die monumentalische Historie treibe den Menschen zu großen Taten an, die antiquarische bewahre seine kollektive Identität, und die kritische beseitige schädliche Erinnerungen. Alle drei Funktionen könnten aber ins Krankhafte umschlagen, weshalb sie in einem Gleichgewicht zueinander stehen müssten. Diese Kategorisierung Nietzsches ist wahrscheinlich der bekannteste Inhalt der Schrift, sie ist vielfältig aufgegriffen und interpretiert worden.
In den Kapiteln 4–8 beschreibt Nietzsche, wie eine Übersättigung mit Historie lebens- und kulturfeindlich wirken könne. Nietzsches Angriffe zielen dabei immer auf seine Zeitgenossen vor allem in Deutschland, beanspruchen aber auch einen allgemein-philosophischen Hintergrund. Er diagnostiziert fünf „Krankheiten“ der Gegenwart, die durch den falschen Gebrauch der Historie hervorgerufen sein sollen: erstens eine gestörte Identität der Deutschen, zweitens ein fehlender Sinn für Gerechtigkeit, drittens eine fehlende Reife, viertens eine Selbstbetrachtung als Epigonen und fünftens ein krankhafter Zynismus. Das neunte Kapitel gehört thematisch ebenfalls zur Kritik an Nietzsches Gegenwart. Es enthält eine Abrechnung mit dem seinerzeit erfolgreichen Werk Philosophie des Unbewussten von Eduard von Hartmann.
Im zehnten Kapitel stellt Nietzsche schließlich das Mittel zur Heilung der seiner Auffassung nach kranken Gegenwart vor: Die Mächte des Unhistorischen und „Überhistorischen“ – er nennt Kunst und Religion – müssten gefördert werden, um schließlich zu einer „wahren Bildung“ statt einseitiger, wissenschaftlicher „Gebildetheit“ zu gelangen.

## Zentrale Themen

### Leben und Historie
Nietzsche stellt in seiner Schrift Leben und Historie gegenüber und geht davon aus, dass die Historie oder das Betreiben von Historie dem Leben sowohl nützen als auch schaden kann. Obwohl er den Gefahren der Historie mehr Aufmerksamkeit als ihrem Nutzen widmet, fordert er nicht etwa eine Entscheidung zwischen dem Leben und der Historie, sondern strebt eine Art Synthese oder Balance zwischen widerstreitenden Kräften an.

„Dass das Leben aber den Dienst der Historie brauche, muss eben so deutlich begriffen werden als der Satz, der später zu beweisen sein wird – dass ein Übermaß der Historie dem Lebendigen schade.“

Das Leben kennzeichnet Nietzsche als zunächst „unhistorisch“. So lebt das Tier und auch noch das menschliche Kind unhistorisch. Kurze Momente des Glücks, die Menschen erleben können, sind ebenfalls Augenblicke unhistorischen Empfindens. – Der Historie andererseits nähert sich Nietzsche über das Erinnern, welches dem Menschen eigen sei. Durch sie ist dem Menschen der Weg zu einem einfachen Glück in der Art der Tiere versperrt.

„[Die Tiere sind] kurz angebunden mit ihrer Lust und Unlust, nämlich an den Pflock des Augenblickes und deshalb weder schwermütig noch überdrüssig. Dies zu sehen geht dem Menschen hart ein, weil er seines Menschentums sich vor dem Tiere brüstet und doch nach seinem Glücke eifersüchtig hinblickt – denn das will er allein, gleich dem Tiere weder überdrüssig noch unter Schmerzen leben, und will es doch vergebens, weil er es nicht will wie das Tier.“

Einzelnen Menschen, aber auch Völkern und Kulturen spricht Nietzsche eine „plastische Kraft“ zu, die unter anderem darin besteht, „Vergangenes und Fremdes umzubilden und einzuverleiben“ (Kapitel 1, S. 251). In dieser Kraft sieht Nietzsche Gesundheit, Stärke und Fruchtbarkeit alles Lebendigen begründet. Sie bestimmt, wie viel Historie eine Art von Leben aushalten kann: Denn in dem Moment, wo die Erinnerung dem Menschen zur Last geworden ist, verliert er auch den Bezug zum Leben. Damit ist seine Vitalität in Frage gestellt. Die Menschen müssen sich demnach der Historie so weit bedienen, wie ihre Kultur diese zum Leben benötigt. Die Historie darf aber niemals zum lebenshemmenden Selbstzweck werden.
In diesen grundlegenden Betrachtungen Nietzsches lassen sich Verbindungen zu Schopenhauer (siehe Einfluss Schopenhauers) und anderen Werken Nietzsches (siehe Einordnung der Schrift) finden.

### Die unterschiedlichen Arten von Historie
Das Erinnern – und damit Historie im weitesten Sinne – erkennt Nietzsche in allen menschlichen Individuen und Kollektiven. Er grenzt aber unterschiedliche Arten von Historie voneinander ab und ordnet diese jeweils bestimmten Charakterzügen und/oder Menschenschlägen zu, denen sie „gehört“. Er unterscheidet zunächst zwei zentrale Arten der Historie: die monumentalische und die antiquarische Historie. Diese bilden eine Art Antagonismus, da sie entgegengesetzt auf den Menschen wirken, doch beide von diesem benötigt werden. Beide Funktionen sind unerlässlich für eine stabile Identität und Lebensfähigkeit des Individuums wie des Kollektivs. Überwiegt allerdings eine der beiden, wirkt sie pathologisch. Dann kann nur noch eine dritte Art, die kritische Historie, Abhilfe schaffen.
Nach Nietzsche hat jede dieser drei Arten unter bestimmten Bedingungen ihre Berechtigung, aber nur, sofern sie tatsächlich dem Leben in ihrer jeweiligen Funktion (siehe unten) dient. „[D]er Kritiker ohne Not, der Antiquar ohne Pietät, der Kenner des Großen ohne das Können des Großen“ (Kapitel 2, S. 264 f.) seien Menschen, die diese Arten der Historie nicht in ihrer nützlichen Funktion betreiben und damit sich selbst und anderen schaden. An anderer Stelle (ebd., S. 262; Kapitel 4, S. 271) erwähnt Nietzsche ein Spannungsverhältnis zwischen diesen drei Arten der Historie, wobei je eine stets auf Kosten der anderen herrsche. Da aber ein Übermaß jeder der drei Arten schädlich wirkt, bedürfe es eines ausgewogenen Verhältnisses.
Getrennt von diesen drei Arten der Geschichtsbetrachtung steht die moderne Historie, der Versuch, Geschichte als Wissenschaft zu betreiben. Werden die zuvor beschriebenen drei Arten der Historie von Nietzsche prinzipiell als nützlich angesehen, sofern sie in einem harmonischen Verhältnis zueinander stehen und dem Leben dienen, so wendet er sich energisch gegen die „Forderung, dass die Historie Wissenschaft sein soll“ (Kapitel 4, S. 271).
Die „moderne […] Gebildetheit“ mit ihrem historischen Wissen habe nichts mit einer „wahren Bildung“ (ebd., S. 275) zu tun. An dieser aber mangelt es. Nietzsche unterstellt seiner Zeit – dem Europa des ausgehenden 19. Jahrhunderts – und dabei den Deutschen im Speziellen, dass sie ein gestörtes Verhältnis zur Vergangenheit habe. Dies versucht er an verschiedenen „Krankheiten“ festzumachen, die er in der Kultur der Moderne (wobei dieser Begriff erst nach Nietzsche geprägt wurde) entdeckt zu haben glaubt.

#### Monumentalische Historie
Die monumentalische Historie gehört laut Nietzsche zum Menschen als dem „Tätigen und Strebenden“ (Kapitel 2, S. 258). Sie ermutigt den einzelnen Menschen der Gegenwart zu schöpferischen Taten: Individuen, die Großes schaffen wollen, sich aber nicht sicher sind, ob dieses überhaupt machbar sei, können ihren Blick in die Vergangenheit richten. Wenn sie dabei feststellen, dass Großes schon einmal möglich gewesen ist, so ist dies ein Indiz dafür, dass es auch in Zukunft wieder möglich sein wird. Diese Erkenntnis spendet Kraft und nimmt den Selbstzweifel, welcher schöpferischen Taten im Wege steht. In Bezug auf die Kausalität stelle die monumentalische Historie die „Effecte“ (ebd., S. 261) in den Vordergrund und vernachlässige die Ursachen. Zudem verzichtet diese Art der Historie auf volle Wahrhaftigkeit. Durch eine Reduzierung der geschichtlichen Vorgänge werde es möglich, Analogien zwischen speziellen – zeitlich auseinander liegenden – Ereignissen und Vorgängen zu ziehen. Auf diese Weise würden die großen Individuen der Menschheit miteinander verbunden.
Eine Gefahr der monumentalischen Historie ist es, in die Nähe der Fiktion und der Mythologie zu geraten. Herrscht die monumentalische Art der Historie vor, so werden große Teile der Vergangenheit verkannt; und sie reizt „den Mutigen zur Verwegenheit, den Begeisterten zum Fanatismus“ (ebd., S. 262), nur um die Zahl der „Effecte“ zu erhöhen. Zudem identifizieren sich dann die starken Menschen nur mit anderen Individuen aus der Vergangenheit, ihre eigene Kultur und ihr Volk schätzen sie aber gering. Nietzsche ergänzt, dass schwache Menschen die monumentalische Historie missbrauchen: Sie würden diese benutzen, um die heutigen großen Menschen am Schaffen zu hindern, indem sie sagen: „seht, das Große ist schon da“ und so „die Toten die Lebendigen begraben“ (ebd., S. 264) ließen.
Die Gefahren des geglaubten Epigonentums, der Ironie und des Zynismus, welche in den Kapiteln 8 und 9 behandelt werden, ähneln der genannten. Laut Nietzsche wird den Menschen eingetrichtert, sie seien nur Epigonen einer größeren Vergangenheit. Hegel und seine Nachfolger haben mit der Lehre vom zwingenden „Weltprozess“ (Kapitel 8, S. 308) eine fatalistische Sicht entstehen lassen: der moderne Mensch glaubt, sich am Ende einer Entwicklung zu befinden. Diese von mittelmäßigen Menschen geförderte Geschichtsphilosophie ist nur auf die Vergangenheit gerichtet, da mit der Gegenwart der vermeintliche Abschluss der Historie erreicht worden sei. Damit ist den modernen Menschen jeder Wille abhandengekommen, die Zukunft zu gestalten.

„Wahrhaftig, lähmend und verstimmend ist der Glaube, ein Spätling der Zeiten zu sein: furchtbar und zerstörend muss es aber erscheinen, wenn ein solcher Glaube eines Tages mit kecker Umstülpung diesen Spätling als den wahren Sinn und Zweck alles früher Geschehenen vergöttert, wenn sein wissendes Elend einer Vollendung der Weltgeschichte gleichgesetzt wird. […] so dass für Hegel der Höhepunkt und der Endpunkt des Weltprozesses in seiner eigenen Berliner Existenz zusammenfielen.“

Der moderne Mensch fühlt laut Nietzsche unbewusst, dass er sich auf einem Irrweg befindet und nicht mehr fähig ist, eine Zukunft zu gestalten. Daher flüchtet er sich nun in Zynismus: Die Gegenwart sei nämlich bereits vollkommen und eine Zukunft werde nicht mehr benötigt. Die Schwäche der „Spätlinge“ wird so zur scheinbaren Stärke „umgestülpt“. Dabei spielt Nietzsche auf Hartmanns Philosophie des Unbewussten an. Als zentrale Aussage dieses Werkes, dem er unterstellt, eine Parodie zu sein, erscheint ihm die Aufforderung des modernen Menschen an sich selbst, unkritisch weiterzuleben und sich somit scheinbar automatisch am unaufhaltsamen, zur Erlösung strebenden „Weltprozess“ zu beteiligen. Dies verstärkt laut Nietzsche aber noch einmal den Glauben daran, ein Spätgeborener zu sein, der nichts mehr zu vollbringen habe, weil er bereits ausgelernt habe und überreif sei.

„[D]er historisch Gebildete […] hat nichts zu tun als fortzuleben, wie er gelebt hat, fortzulieben, was er geliebt hat, fortzuhassen, was er gehasst hat und die Zeitungen fortzulesen, die er gelesen hat, für ihn gibt es nur Eine Sünde – anders zu leben als er gelebt hat.“

#### Antiquarische Historie
Die antiquarische Historie gehört nach Nietzsche dem Menschen als dem „Bewahrenden und Verehrenden“ (Kapitel 2, S. 258). Sie dient dazu, menschliche Kollektive der Gegenwart – Völker, Städte, Geschlechter – in eine Kontinuität zu ihrer Vergangenheit zu setzen. Sie verbreitet ein „einfaches rührendes Lust- und Zufriedenheitsgefühl“ (Kapitel 3, S. 266), indem sie „auch die minder begünstigten Geschlechter und Bevölkerungen an ihre Heimat und Heimatsitte anknüpft“ (ebd., S. 266). So gebe sie einem Menschen oder einem Volk „das Glück, sich nicht ganz willkürlich und zufällig zu wissen und […] in seiner Existenz entschuldigt, ja gerechtfertigt zu werden“ (ebd., S. 266 f.).
Aber auch die antiquarische Historie hat eine Kehrseite: Da alles miteinander verwoben zu sein scheint, wird bei einem Übermaß an antiquarischer Betrachtung die gesamte Vergangenheit als wertvoll angesehen. Alles Vergangene gilt bereits als großartig, nur weil es einst existiert hat. Es findet eine Nivellierung statt, da alles wahrhaft Besondere zwischen der nur scheinbar wichtigen Masse von Historie nicht mehr sichtbar ist. Die antiquarische Historie droht daher einerseits zu einer „blinde[n] Sammelwuth“ (ebd., S. 268) zu entarten, andererseits alles Neue zu untergraben, nur noch zu „bewahren“, anstatt zu „zeugen“ (ebd.). Große Geister können demnach immer mit dem Hinweis gehemmt werden, dass alles Notwendige schon in der Vergangenheit zu finden sei.
Auch dieses Phänomen glaubt Nietzsche in seiner Gegenwart ausmachen zu können. Er diagnostiziert bei den modernen Menschen und vor allem bei den Deutschen eine gestörte Identität, die durch einen „Gegensatz von Form und Inhalt“ hervorgerufen werde. Das Gleichgewicht zwischen den drei Arten der Historie sei zerstört, da die Wissenschaft der Gegenwart pausenlos Unmengen an oberflächlichem Wissen aufnehme. Dieses werde aber nicht wirklich verarbeitet, sondern schnell angenommen und wieder abgestoßen, da der Mensch nur in der Lage ist, eine bestimmte Menge an Fremdem und Zusammenhanglosem aufzunehmen. Somit entstehen wissenschaftliche Spezialisten, welche in Nietzsches Augen fachblind geworden sind. Sie seien nur noch „wandelnde Encyclopädien“ (ebd., S. 274), welche die äußere Welt immer weniger erfassen können und sich deshalb auf das Innere zurückziehen. Da sie ihr Wissen nun nicht mehr auf die Realität anwenden, wird dieses schließlich zu reinem Inhalt, der über keine äußere Form mehr verfügt. Umgekehrt könnten die Wissenschaftler ihr Inneres aber nicht mehr überprüfen, so dass dieses mit der Zeit chaotisch wird und sich mangels Struktur auflöse. Damit sind die modernen Menschen ihrer Vitalität und Kultur beraubt.

„Man sagt dann wohl, dass man den Inhalt habe und dass es nur an der Form fehle; aber bei allem Lebendigen ist dies ein ganz ungehöriger Gegensatz. Unsere moderne Bildung ist eben deshalb nichts Lebendiges, weil sie ohne jenen Gegensatz sich gar nicht begreifen lässt, das heisst: sie ist gar keine wirkliche Bildung, sondern nur eine Art Wissen um die Bildung, es bleibt in ihr bei dem Bildungs-Gedanken, bei dem Bildungs-Gefühl, es wird kein Bildungs-Entschluss daraus.“

Als Gegenbeispiel führt Nietzsche die antiken Griechen an, welche die Balance zwischen Historie und Leben, zwischen Wissen und ummantelnder Kunst gehalten hätten. Dabei verlangt er nicht, dass die Kultur eines Volkes ästhetisch sei, solange sie nur originär ist. Beispielsweise wäre ein reines Kopieren der griechischen Lebensart nutzlos und sogar schädlich, da eigene kulturelle Merkmale unterdrückt würden. Die Deutschen besitzen nun in Nietzsches Augen keine eigenständige äußere Form, sondern übernehmen nur wahllos fremde Konventionen. Dies wiederum hat dazu geführt, dass auch ihr Inneres, ihr gedanklicher Inhalt, substanzlos sei. Moderne Bildung und Philosophie sind nur noch ein „innerlich zurückgehaltenes Wissen ohne Wirken“ (ebd., S. 282). Deshalb können die Menschen der Gegenwart auch nur noch Kritik üben, aber nichts Eigenes schaffen.

#### Kritische Historie
Die kritische Historie gehört schließlich dem Menschen als dem „Leidenden und der Befreiung Bedürftigen“ (Kapitel 2, S. 258). Laut Nietzsche überprüft sie die Erinnerungen eines Volkes auf zu stark belastende Inhalte, welche seine Entwicklung hemmen könnten, und beseitigt diese gegebenenfalls. Sie dient gewissermaßen als Korrektiv für die beiden anderen historischen Funktionen. Ihr einziges Kriterium ist, ob eine Vergangenheit der Vitalität eines Volkes dienlich ist oder nicht. Nietzsche denkt dabei an die beiden Pathologien der monumentalischen und antiquarischen Historie, also einerseits blindes Begehren von Effekten und andererseits übermäßige Vergangenheitsfixiertheit. Die Lebensfähigkeit menschlicher Gemeinschaften soll durch die kritische Historie erhalten werden, indem schädliche Erinnerungen vergessen werden.
Wiederum ist aber die kritische Historie nicht ungefährlich für den Menschen. Denn letztlich ist, so Nietzsche, nichts wert ewig zu existieren: und „mit dem Messer an seine Wurzeln“ (Kapitel 3, S. 270) zu gehen ist immer ein gefährlicher Prozess, da „wir nun einmal die Resultate früherer Geschlechter“ (ebd.) und damit auch „ihrer Verirrungen, Leidenschaften und Irrthümer, ja Verbrechen“ (ebd.) sind. Es muss immer „eine Grenze im Verneinen“ (ebd.) geben, damit das Leben nicht in Gefahr gerät.
Nietzsche trennt auch die gesunde Form der kritischen Historie scharf von der wissenschaftlichen Geschichtsbetrachtung, wie sie in seiner Gegenwart üblich ist. Dieser spricht er jede Fähigkeit ab, kritische Historie im Dienste des Lebens zu betreiben. Der Historiker müsste sich dafür nämlich zum Richter über die Geschichte erheben. Dazu fehlt ihm aber der „Trieb und die Kraft zur Gerechtigkeit“ (Kap. 6, S. 286). Die modernen Menschen setzen Gerechtigkeit nämlich mit Objektivität gleich und verstehen diese wiederum als „Losgebundensein vom persönlichen Interesse“ (Kap. 6, S. 290). Nietzsche versteht dagegen unter „Objektivität“ die Fähigkeit eines Künstlers, ein künstlerisch wahres Gemälde zu schaffen, das deswegen noch nicht historisch wahr sei. Der Wunsch nach Neutralität beruht auf reiner Illusion. Schon in dem Glauben, die Geschichte sei ein sinnvolles Ganzes und folge Gesetzen, die der Historiker zu erkennen habe, erkennt Nietzsche eine subjektive und egozentrische Annahme. Die Menschen der Moderne seien nicht zum Richten geschaffen: In Nietzsches Augen messen sie nur noch die Vergangenheit an den „Allerwelts-Meinungen des Augenblicks“ (Kap. 6, S. 289).

„Wer zwingt euch zu richten? Und dann – prüft euch nur, ob ihr gerecht sein könntet, wenn ihr es wolltet! Als Richter müsstet ihr höher stehen, als der zu Richtende; während ihr nur später gekommen seid. Die Gäste die zuletzt zur Tafel kommen, sollen mit Recht die letzten Plätze erhalten: und ihr wollt die ersten haben? Nun dann tut wenigstens das Höchste und Grösste; vielleicht macht man euch dann wirklich Platz, auch wenn ihr zuletzt kommt.“

Als Haupttugend des Historikers sieht er die wahre Gerechtigkeit an. Diese kann aber nur eine Person verwirklichen, welche die Vergangenheit zu verstehen sucht, um eine eigene Zukunft darauf zu bauen. Aufgabe der Historie kann es für Nietzsche nicht sein, allgemeine Gesetze zu finden. Ein solches zitiert er von Ranke, den er nur einen „berühmten historischen Virtuosen“ (ebd., S. 291) nennt – übrigens die einzige Stelle, an der Nietzsche sich tatsächlich auf einen Vertreter des Historismus (Geschichtswissenschaft) bezieht. Nietzsche hält derartige „Gesetze“ für „zwischen Tautologie und Widersinn künstlich schwebend“ (ebd.). Aufgabe des Historikers muss es vielmehr sein, ein „gewöhnliches Thema, eine Alltags-Melodie geistreich zu umschreiben, zu erheben, zum umfassenden Symbol zu steigern und so in dem Original-Thema eine ganze Welt von Tiefsinn, Macht und Schönheit ahnen zu lassen“ (ebd., S. 292). Dazu gehört künstlerische Fähigkeit.

„So oft aber ist Objektivität nur eine Phrase. An Stelle jener innerlich blitzenden, äusserlich unbewegten und dunklen Ruhe des Künstlerauges tritt die Affektation der Ruhe; wie sich der Mangel an Pathos und moralischer Kraft als schneidende Kälte der Betrachtung zu verkleiden pflegt.“

### Künstlerische Umgestaltung der Historie
Der diagnostizierten Krankheit stellt Nietzsche zwei „Heilmittel“ entgegen. Einerseits muss das richtige Verhältnis zwischen den drei Arten der Historie wiederhergestellt werden, andererseits soll die bestehende Form der Geschichtsschreibung umgewandelt werden: Die Historie soll sich mit der Kunst verbinden, wie es zum Beispiel im Geschichtsdrama der Fall ist.
Die Deutschen haben keine eigene Kultur, weil die historische Bildung dies verhindert. Diese „Notwahrheit“ (Kapitel 10, S. 328) muss anerkannt werden, und in diesem Sinne soll „unsere erste Generation“ (ebd.) erzogen werden, damit sie von den Zwängen der Historie entfesselt wird. Gegen Hartmann sagt Nietzsche:

„Wozu die ‚Welt‘ da ist, wozu die ‚Menschheit‘ da ist, soll uns einstweilen gar nicht kümmern, es sei denn, dass wir uns einen Scherz machen wollen: denn die Vermessenheit des kleinen Menschengewürms ist nun einmal das Scherzhafteste und Heiterste auf der Erdenbühne; aber wozu du Einzelner da bist, das frage dich, und wenn es dir Keiner sagen kann, so versuche es nur einmal, den Sinn deines Daseins gleichsam a posteriori zu rechtfertigen, dadurch dass du dir selber einen Zweck, ein Ziel, ein ‚Dazu‘ vorsetzest, ein hohes und edles ‚Dazu‘. Gehe nur an ihm zu Grunde – ich weiss keinen besseren Lebenszweck als am Großen und Unmöglichen, animae magnae prodigus, zu Grunde zu gehen.“

Seine Hoffnungen setzt er auf die Jugend. Historie soll kein Selbstzweck sein, sondern im Dienst des Lebens stehen. Dies erfordert eine andere Art von Erziehung als die bisherige. Nicht die Historie soll im Mittelpunkt stehen, sondern die Jugend soll selbst ihre Erfahrungen mit dem Leben machen, von den Schaffenden der Gegenwart lernen und von ausgewählten Großen inspiriert werden. Nietzsches Gegenmittel gegen die „historische Krankheit“ sind das „Unhistorische“ und das „Überhistorische“:

„Mit dem Worte ‚das Unhistorische‘ bezeichne ich die Kunst und Kraft vergessen zu können und sich in einen begrenzten Horizont einzuschliessen; ‚überhistorisch‘ nenne ich die Mächte, die den Blick von dem Werden ablenken, hin zu dem, was dem Dasein den Charakter des Ewigen und Gleichbedeutenden gibt, zu Kunst und Religion.“

Der wissenschaftlichen Gegenwart unterstellt Nietzsche aber, dass sie mit allen Mitteln die Reife der Menschen verhindert. Die Historie zerstört demnach die „pietätvolle Illusions-Stimmung“ (Kapitel 7, S. 296), die allem Erhabenen (Liebe, Religion, Kunst) zu Grunde liege. Als Beispiel nennt er das Christentum, welches durch „historische […] Sezierübungen“ in ein substanzloses „Wissen um das Christentum“ (ebd., S. 297) aufgelöst worden sei. Die Gegenwart verlangt aber die scheinbare totale Erkenntnis, welcher die jungen Menschen vor ihrer Zeit ausgesetzt würden. Dadurch stumpfen diese ab und können sich weder für Altes begeistern noch Neues schaffen.

„Ja man triumphiert darüber, dass jetzt ‚die Wissenschaft anfange über das Leben zu herrschen‘: möglich, dass man das erreicht; aber gewiss ist ein derartig beherrschtes Leben nicht viel wert, weil es viel weniger Leben ist und viel weniger Leben für die Zukunft verbürgt, als das ehemals nicht durch das Wissen, sondern durch Instinkte und kräftige Wahnbilder beherrschte Leben. […] Der junge Mensch wird durch alle Jahrtausende gepeitscht: Jünglinge, die nichts von einem Kriege, einer diplomatischen Aktion, einer Handelspolitik verstehen, werden der Einführung in die politische Geschichte für würdig befunden. So aber wie der junge Mensch durch die Geschichte läuft, so laufen wir Modernen durch die Kunstkammern, so hören wir Konzerte. Man fühlt wohl, das klingt anders als jenes, das wirkt anders als jenes: dies Gefühl der Befremdung immer mehr zu verlieren, über nichts mehr übermäßig zu erstaunen, endlich alles sich gefallen lassen – das nennt man dann wohl den historischen Sinn, die historische Bildung.“

Schuld an dieser Entwicklung sei das moderne Wissenschaftsverständnis und das zugehörige Gelehrtenwesen, welches sich keine harmonischen und gereiften Persönlichkeiten, sondern Subjekte des akademischen Arbeitsmarktes wünsche. Durch Teilung der Arbeit innerhalb der Wissenschaften würden die Sichtweisen der zukünftigen Gelehrten so sehr eingeschränkt, dass Spezialisten entstünden, die nur noch einen schmalen Teil der Realität erfassen könnten. Die „Nutzbarmachung“ und schließlich das „Popularisiren“ der Wissenschaft führt aber nur zu „gediegene[r] Mittelmäßigkeit“ (ebd., S. 301), schadet dem Leben und damit indirekt sogar der Wissenschaft selbst.

„Als letztes und natürliches Resultat ergiebt sich das allgemein beliebte ‚Popularisieren‘ […] der Wissenschaft, das heisst das berüchtigte Zuschneiden des Rockes der Wissenschaft auf den Leib des ‚gemischten Publicums‘: […] aus guten Gründen fällt [dies] den jüngeren Gelehrten leicht, weil sie selbst, von einem ganz kleinen Wissens-Winkel abgesehen, sehr gemischtes Publicum sind und dessen Bedürfnisse in sich tragen. Sie brauchen sich nur einmal bequem hinzusetzen, so gelingt es ihnen, auch ihr kleines Studienbereich jener gemischt-populären Bedürfniss-Neubegier aufzuschliessen. Für diesen Bequemlichkeitsakt praetendiert man hinterdrein den Namen ‚bescheidene Herablassung des Gelehrten zu seinem Volke‘: während im Grunde der Gelehrte nur zu sich, soweit er nicht Gelehrter, sondern Pöbel ist, herabstieg.“

Einzig in großen Individuen – als Beispiele aus der Vergangenheit nennt er Goethe und Raffael – sieht Nietzsche den Willen, dieser Entwicklung entgegenzusteuern und etwas neues Großes zu erschaffen. Diese hätten noch nicht gelernt, vor der hegelschen „‚Macht der Geschichte‘ den Rücken zu krümmen und den Kopf zu beugen“, sondern würden aus sich selbst heraus eine eigenständige Zukunft formen.

„Glücklicher Weise bewahrt [die Geschichte] aber auch das Gedächtnis an die großen Kämpfer gegen die Geschichte, das heisst gegen die blinde Macht des Wirklichen und stellt sich dadurch selbst an den Pranger, dass sie Jene gerade als die eigentlichen historischen Naturen heraushebt, die sich um das ‚So ist es‘ wenig kümmerten, um vielmehr mit heiterem Stolze einem ‚So soll es sein‘ zu folgen. Nicht ihr Geschlecht zu Grabe zu tragen, sondern ein neues Geschlecht zu begründen – das treibt sie unablässig vorwärts: und wenn sie selbst als Spätlinge geboren werden, – es gibt eine Art zu leben, dies vergessen zu machen; – die kommenden Geschlechter werden sie nur als Erstlinge kennen.“

Die künstlerische Umwandlung der Historie soll letztlich dazu dienen, dem deutschen Volk eine eigene Kultur zu geben. Vielleicht „gehörten nicht mehr als hundert productive, in einem neuen Geiste erzogene und wirkende Menschen dazu“, wie auch „die Kultur der Renaissance sich auf den Schultern einer solchen Hundert-Männer-Schaar heraushob“ (Kapitel 2, S. 260f.). Die politische Reichseinigung von 1871 bedeutet Nietzsche nichts, da sie für ihn nur oberflächlichen Charakter hat. In der „Einheit des künstlerischen Stiles in allen Lebensäusserungen eines Volkes“ (Kapitel 4, S. 274) sieht Nietzsche das eigentliche Kennzeichen einer Kultur, und er erhofft sich eine kulturelle Einigung der Deutschen mit der Schaffung einer originären Kunst und Bildung, welche die historische Krankheit zu überwinden vermag.

„[D]er Ursprung der historischen Bildung – und ihres innerlich ganz und gar radicalen Widerspruches gegen den Geist einer ‚neuen Zeit‘, eines ‚modernen Bewusstseins‘ – dieser Ursprung muss selbst wieder historisch erkannt werden, die Historie muss das Problem der Historie selbst auflösen, das Wissen muss seinen Stachel gegen sich selbst kehren – dieses dreifache Muss ist der Imperativ des Geistes der ‚neuen Zeit‘, falls in ihr wirklich etwas Neues, Mächtiges, Lebenverheissendes und Ursprüngliches ist.“

## Entstehung und Einreihung in Nietzsches Schriften

### Entstehung, Erscheinen und spätere Umarbeitungen
Nach dem Erscheinen der ersten Unzeitgemäßen im Sommer 1873 war Nietzsche zunächst noch an der Universität beschäftigt. Daneben hielt ihn sein Engagement für Wagner in Atem. Nietzsche hatte ohnehin eine ganze Reihe von Unzeitgemäßen Betrachtungen geplant, auch der Verleger E.W. Fritzsch war an einer Fortsetzung interessiert. Als Thema der nächsten Unzeitgemäßen waren eigentlich Gedanken unter dem Titel Die Philosophie in Bedrängnis geplant. Im Herbst trat dann aber, nach einigen Aufzeichnungen über das Gelehrtenwesen, die Geschichtswissenschaft als neues Thema in den Vordergrund.

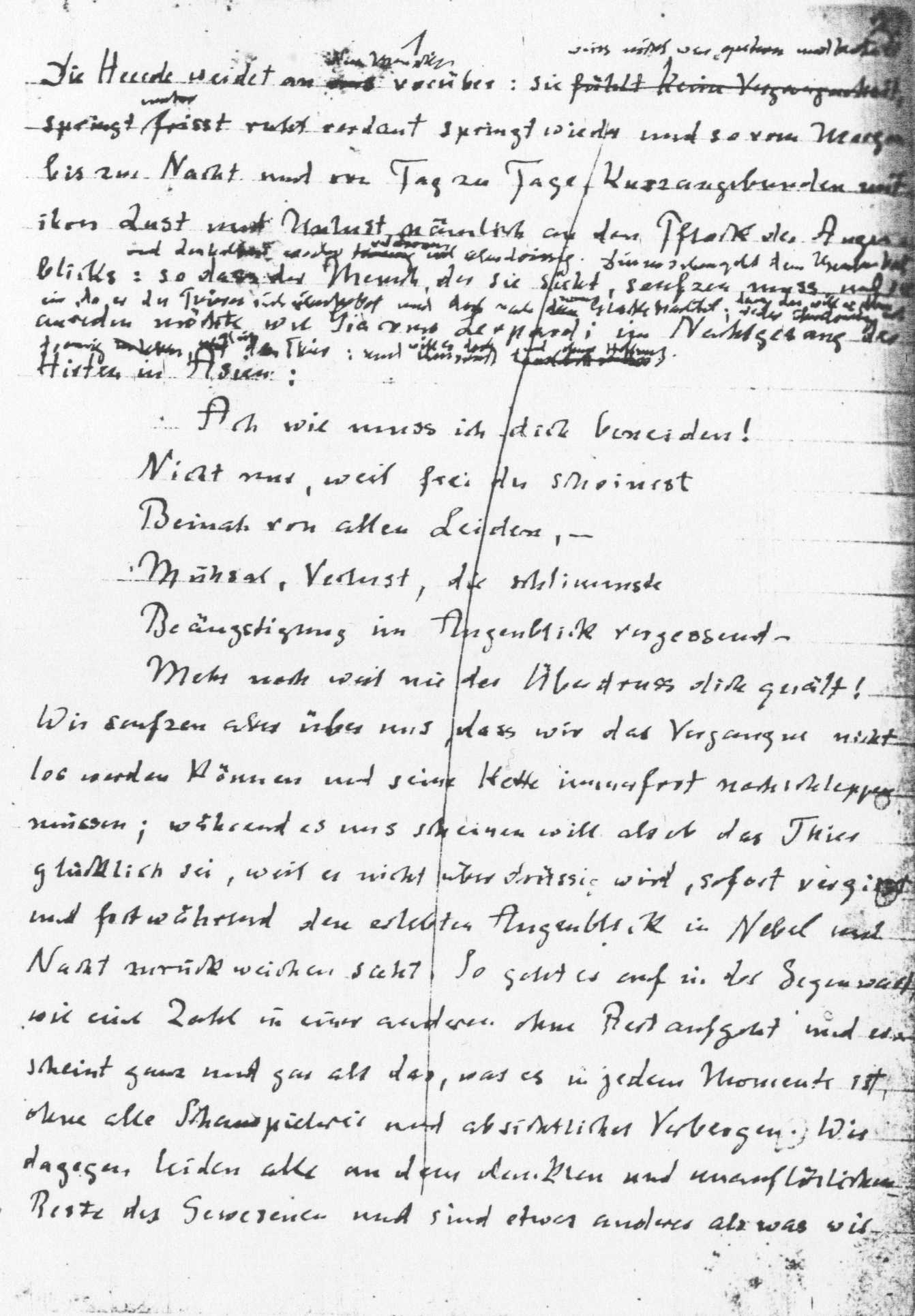
Entwurf zum ersten Kapitel

Vorarbeiten zur Schrift finden sich in den Nachlassheften U II 1, U II 2 und U II 3 sowie Mp XIII 2 (in der KGW und KSA (Lit.: Colli / Montinari) als Aufzeichnungen Sommer-Herbst 1873 (29) bzw. Herbst 1873-Winter 1873/74 (30)). Einige Stellen übernahm Nietzsche fast wörtlich aus der ersten der für Cosima Wagner geschriebenen Fünf Vorreden zu fünf ungeschriebenen Büchern (vom Dezember 1872) sowie aus seinen Aufzeichnungen zur Philosophie im tragischen Zeitalter der Griechen (Frühjahr 1873). Ähnliche kritische Anmerkungen zur modernen Erziehung wie in der Schrift hatte Nietzsche auch schon in seinen Anfang 1872 in Basel gehaltenen Vorträgen Über die Zukunft unserer Bildungsanstalten geäußert.
Zur Zeit der Abfassung las er Goethe, der in der Schrift auch oft zitiert wird, daneben Schiller (Briefwechsel mit Goethe und Was heißt und zu welchem Ende studiert man Universalgeschichte?), Franz Grillparzer und Teile von Hegels Vorlesungen zur Philosophie der Geschichte. Der Anfang des ersten Kapitels ist von Giacomo Leopardi inspiriert. Eduard von Hartmanns Philosophie des Unbewussten, die Nietzsche hier scharf kritisierte, hatte er bereits 1869 erworben und teilweise durchaus zustimmend gelesen. Auch Gedanken aus den Vorlesungen Jacob Burckhardts und aus Über die Christlichkeit unserer heutigen Theologie seines Freundes und Kollegen Franz Overbeck flossen in die Zweite Unzeitgemäße ein. Siehe ausführlicher: Einflüsse.
Interessant für das Verständnis der Schrift könnte sein, dass Nietzsche zunächst von zwei Gegensätzen ausging: Historisch – Unhistorisch und Klassisch – Antiquarisch. Erst im Rahmen der Abfassung löste er aus dem Unhistorischen das Überhistorische heraus. Aus dem Gegensatz Klassisch – Antiquarisch wurde, mit kleineren Akzentverschiebungen, der Gegensatz Monumentalisch – Antiquarisch. Erst kurz vor der Drucklegung fügte Nietzsche noch die kritische Historie hinzu. War ursprünglich außerdem die „Krankheit“ vor allem auf ein Übermaß der „antiquarischen Historie“ bezogen, so wurde jetzt die kritisierte historische Wissenschaft von den drei Arten der Historie (monumentalisch, antiquarisch, kritisch) getrennt. Reste des ursprünglichen Ansatzes sind im Buch aber noch vorhanden.
Ab Dezember 1873 diktierte der augenkranke Nietzsche den größten Teil des Manuskripts seinem Freund Carl von Gersdorff. Zusammen mit Erwin Rohde las Nietzsche im Januar die Korrekturbögen, das gedruckte Buch erschien um den 20. Februar 1874.

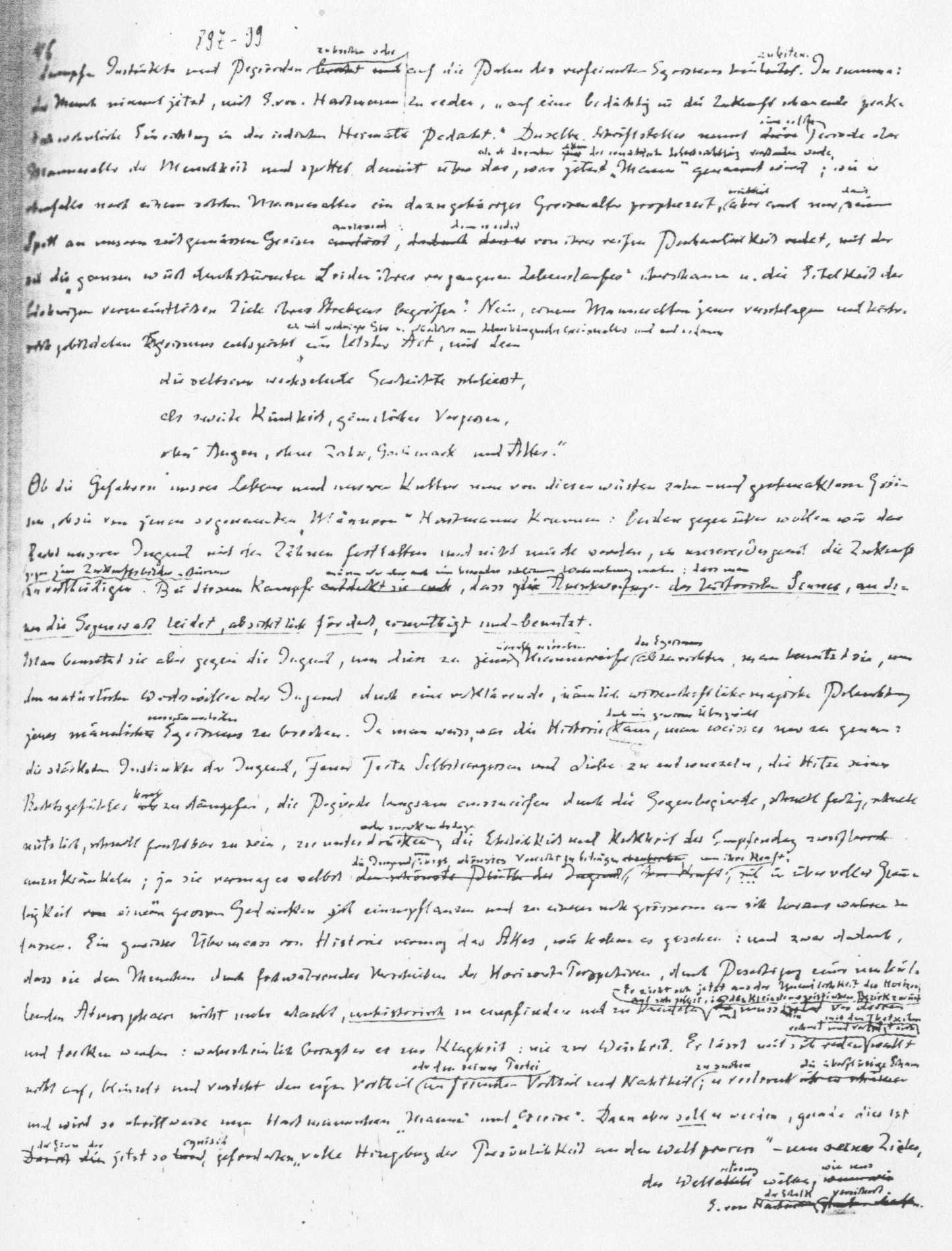
Eine Seite der fragmentarischen Reinschrift

Die Schrift verkaufte sich schlechter als die erste Unzeitgemäße, die mit ihrem Angriff auf David Friedrich Strauß einerseits als Skandalbuch etwas Interesse gefunden, andererseits aber Nietzsche isoliert hatte. Die einzige bedeutende zeitgenössische Rezension der zweiten Unzeitgemäßen stammt von Karl Hillebrand. Die Neue Freie Presse druckte diese Besprechung nur mit einer redaktionellen Anmerkung, nach der sie dies aus Achtung vor Hillebrand täte: Nietzsche habe sich durch sein Buch gegen Strauß unmöglich gemacht.
Bis Oktober 1874 wurden etwa 220 Exemplare verkauft, bis 1886 waren es etwa 650 Stück. Wie auch von den anderen Unzeitgemäßen gibt es von Vom Nutzen und Nachteil der Historie für das Leben nur eine Version, da Nietzsche sie 1886/87 nicht erneut herausgeben wollte. Es ist jedoch ein Handexemplar mit Umarbeitungen Nietzsches erhalten, die von Montinari auf das Jahr 1886 datiert wurden. Die Umarbeitungen sind fast ausschließlich stilistischer Natur.

### Stellung der Schrift in Nietzsches Werk
Spätere Äußerungen Nietzsches zu dieser Schrift sind selbst im Vergleich zu den anderen Unzeitgemäßen spärlich. Eine Bemerkung dazu findet sich in der 1886 entstandenen Vorrede zum zweiten Band von Menschliches, Allzumenschliches. Hier heißt es:

„[U]nd was ich gegen die ‚historische Krankheit‘ gesagt habe, das sagte ich als einer, der von ihr langsam, mühsam genesen lernte und ganz und gar nicht Willens war, fürderhin auf ‚Historie‘ zu verzichten, weil er einstmals an ihr gelitten hatte.“

Auch in seiner stilisierten Autobiographie Ecce homo behandelt Nietzsche die Schrift nur kurz, während er die anderen drei Unzeitgemäßen ausführlich diskutiert:

„Die zweite Unzeitgemässe (1874) bringt das Gefährliche, das Leben-Annagende und -Vergiftende in unsrer Art des Wissenschafts-Betriebs ans Licht –: das Leben krank an diesem entmenschten Räderwerk und Mechanismus, an der ‚Unpersönlichkeit‘ des Arbeiters, an der falschen Ökonomie der ‚Teilung der Arbeit‘. Der Zweck geht verloren, die Kultur: – das Mittel, der moderne Wissenschafts-Betrieb, barbarisiert … In dieser Abhandlung wurde der ‚historische Sinn‘, auf den dies Jahrhundert stolz ist, zum ersten Mal als Krankheit erkannt, als typisches Zeichen des Verfalls.“

Jörg Salaquarda (siehe Lit.) sah Nietzsches spätere Missachtung und Verkürzung des Werks auf die genannten Punkte darin begründet, dass dieser mit Stil und Aufbau der in Eile abgefassten Schrift unzufrieden war. Auch sei Nietzsches Erinnerung daran sehr negativ eingefärbt gewesen, da zur Zeit der Abfassung die Entfremdung von Wagner stärker, Nietzsches Krankheiten schlimmer und die Unzufriedenheit mit der Basler Professur größer geworden waren. Schließlich ließen sich bei Nietzsche mehrere Beispiele dafür finden, dass er Teile seiner Schriften „vergessen“ habe. Die Forschung habe dieser Schrift, so Salaquarda, schließlich mehr Gerechtigkeit zukommen lassen als Nietzsche selbst.
Die Missachtung der Schrift seitens des Verfassers wirkt dennoch umso verwunderlicher, als einige zentrale Gedanken aus Nietzsches Gesamtwerk in dieser frühen Schrift zumindest angedacht werden:
- Kunst und Wissenschaft: Er übt eine beißende Kritik an der sich für „objektiv“ und daher „gerecht“ haltenden Wissenschaft, der er Ignoranz und Schwäche vorwirft, was im fünften Buch der fröhlichen Wissenschaft und den Spätschriften wieder aufgenommen wird. Gleichzeitig fordert er eine künstlerische Umgestaltung der Wissenschaften, wie er selber es später literarisch praktizieren wollte.
- Dionysisch und Apollinisch: Wenn Nietzsche vom Leben als einer ungehemmten, schöpferischen, aber blinden Kraft schreibt, lässt sich dies mit seiner Kennzeichnung des „Dionysischen“ in der Geburt der Tragödie verbinden. Analog ließe sich die Historie, auch stellvertretend für die ganze Wissenschaft, dem „Apollinischen“ zuordnen. Entsprechende Gegensatzpaare wie Vergessen-Erinnern oder Dunkel-Hell finden sich in der Schrift. Nietzsche selbst hat, wenn auch etwas undeutlich, eine Verbindung zur Geburt der Tragödie nahegelegt (siehe unten).
- Moral und Stärke: Den Gebrauch von verschiedenen Arten der Historie verknüpft Nietzsche mit der Stärke oder Schwäche der einzelnen Individuen. Schon hier setzt er Stärke und moralisch-ästhetische Ansichten in Beziehung. Vollends führte er dies allerdings erst in Zur Genealogie der Moral aus. Überhaupt halten einige Interpreten die Genealogie der Moral, besonders die zweite darin enthaltene Abhandlung, für wichtig zum Verständnis der Geschichtsphilosophie Nietzsches und deren Entwicklung.
- Übermensch: Relativ vage fordert Nietzsche eine neue Generation, welche eine Synthese aus dem unhistorischen, aber vitalen Tier oder Barbaren und dem kulturschaffenden, historischen aber schwächlichen Menschen darstellen solle. Diese müsse sich ein überhistorisches Bewusstsein erarbeiten, welches das „Chaos in sich organisieren“ kann. Hierin wie in dem Geniebegriff des jungen Nietzsche überhaupt haben einige den höheren Menschen, den Übermenschen oder die „Herren der Erde“ aus Also sprach Zarathustra vorbereitet gesehen.

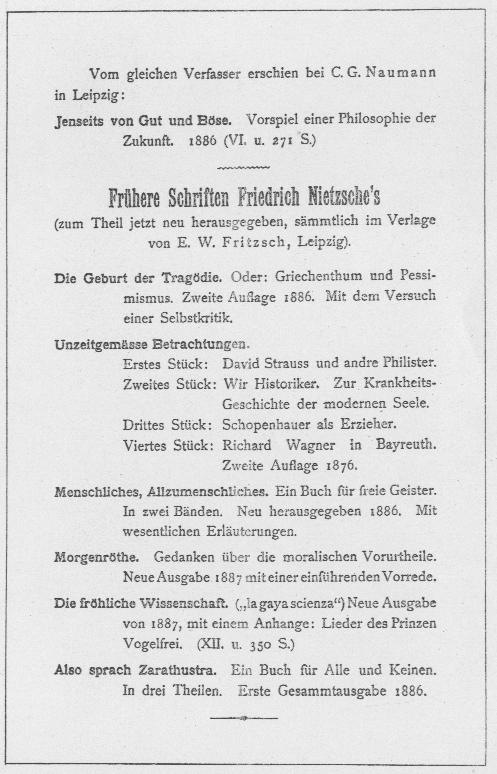
Übersicht über Nietzsches Schriften mit verändertem Titel der zweiten Unzeitgemäßen

Andererseits gibt es Stellen in späteren Werken, in denen Nietzsche den hier vorgestellten Thesen grundsätzlich zu widersprechen scheint. Die gesamte „genealogische“ Methode, die Nietzsche seit seiner freigeistigen Phase verfolgte, ist durchaus auf Historie gegründet. So heißt es schon im zweiten Aphorismus von Menschliches, Allzumenschliches (1878):

„Mangel an historischem Sinn ist der Erbfehler aller Philosophen […] Demnach ist das historische Philosophieren von jetzt ab nöthig und mit ihm die Tugend der Bescheidung.“

Schließlich lässt sich die Ansicht vertreten, dass Nietzsches Forderung nach einer künstlerischen Umformung der Historie eine nachträgliche Rechtfertigung der Methodik von Die Geburt der Tragödie aus dem Geiste der Musik ist (zu inhaltlichen Nähen siehe oben). Diese hatte auf philologische Nachweise und Quellen verzichtet und stattdessen Nietzsches intuitiv gewonnene Erkenntnisse über die Entstehung der Tragödie genutzt. Nietzsche selbst deutet in der schon genannten Vorrede des zweiten Bandes von Menschliches, Allzumenschliches eine Verbindung an:

„Insofern sind alle meine Schriften […] zurück zu datieren […]: einige sogar, wie die drei ersten Unzeitgemässen Betrachtungen, noch zurück hinter die Entstehungs- und Erlebnisszeit eines vorher herausgegebenen Buches (der ‚Geburt der Tragödie‘ im gegebenen Falle: wie es einem feineren Beobachter und Vergleicher nicht verborgen bleiben darf).“

Die Frage, wie Vom Nutzen und Nachteil der Historie für das Leben in Nietzsches ganzes Schaffen eingeordnet werden kann, hat auch die Rezeption der Schrift beschäftigt und dort unterschiedliche Antworten gefunden.

## Einflüsse und Ähnlichkeiten zu anderen Philosophien
Zum Hintergrund, insbesondere dem Aufkommen der modernen Geschichtswissenschaft im Europa des 19. Jahrhunderts, siehe zunächst Geschichte der Geschichtswissenschaft.
Nietzsche stützte sich bei seiner Betrachtung der Historie unter anderem auf die Philosophie Arthur Schopenhauers und die Kulturgeschichte Jacob Burckhardts. Von einer reinen Adaptation dieser Denker lässt sich aber keinesfalls reden.

### Schopenhauer
Schopenhauer war für den jungen Nietzsche ein Leitstern möglicher deutscher Kultur. „Über Geschichte“ hatte sich Schopenhauer ausführlich in Kapitel 38 des zweiten Bands von Die Welt als Wille und Vorstellung ausgesprochen. Er hatte argumentiert, dass Geschichte zwar ein Wissen, niemals aber eine Wissenschaft sein könne, weil sie nur „Koordination“ von Gewusstem sei, Wissenschaft aber „Subordination“. Geschichte habe zwar eine sichere Kenntnis vom Oberflächlichen, Allgemeinen (etwa „die Zeitperioden, die Sukzession der Könige, die Revolutionen, Kriege und Friedenszeiten“), wesentlich und interessant in ihr sei aber das Individuelle und die Individuen, die sich eben nicht allgemein fassen ließen. Geschichte als der Lauf der Erscheinungen sei von Zufällen bestimmt, es gebe kein „System der Geschichte“. Insbesondere wies Schopenhauer die Lehren Hegels und seiner Nachfolger scharf zurück. Eine echte Philosophie dagegen erkenne, dass Geschichte stets dasselbe unter wechselnden Schleiern zeige, nämlich den unvernünftigen, blinden „Willen“.
Nietzsche übernahm die Wendung gegen eine teleologische Sicht der Geschichte. Das bedeutet zugleich das Verneinen eines vorbestimmten Sinns der Geschichte. Die Passagen über die Geschichte bestimmenden „Verirrungen, Leidenschaften und Irrtümer, ja Verbrechen“ bei Nietzsche entsprechen hierin am ehesten Schopenhauers Vorstellungen.
Aber auch in den Grundlagen der Schrift, Nietzsches Konzeption vom titelgebenden „Leben“, kann man Spuren Schopenhauerscher Lehren erkennen. Das Leben tritt auch bei Nietzsche als eine Art blinder Wille auf, im Gegensatz zur hegelianischen Betonung des „Geistes“. Die „plastische Kraft“, die Nietzsche allem Lebendigen zuspricht, ähnelt Schopenhauers Willen, allerdings „mitunter merkwürdig positiv konnotiert“ (Lit.: Sommer). Nietzsche folgt also Schopenhauers Pessimismus zumindest nicht uneingeschränkt: Anstatt auf eine Befreiung vom „Weltwillen“ zu hoffen, strebte Nietzsche womöglich eine Synthese von vitalem, aber blindem Willen und kalter Erkenntnis an. Das Mittel, das Schopenhauer und Nietzsche zur Erreichung ihres jeweiligen Zieles ansehen, ist allerdings identisch: die Flucht in Kunst und Musik.

### Burckhardt

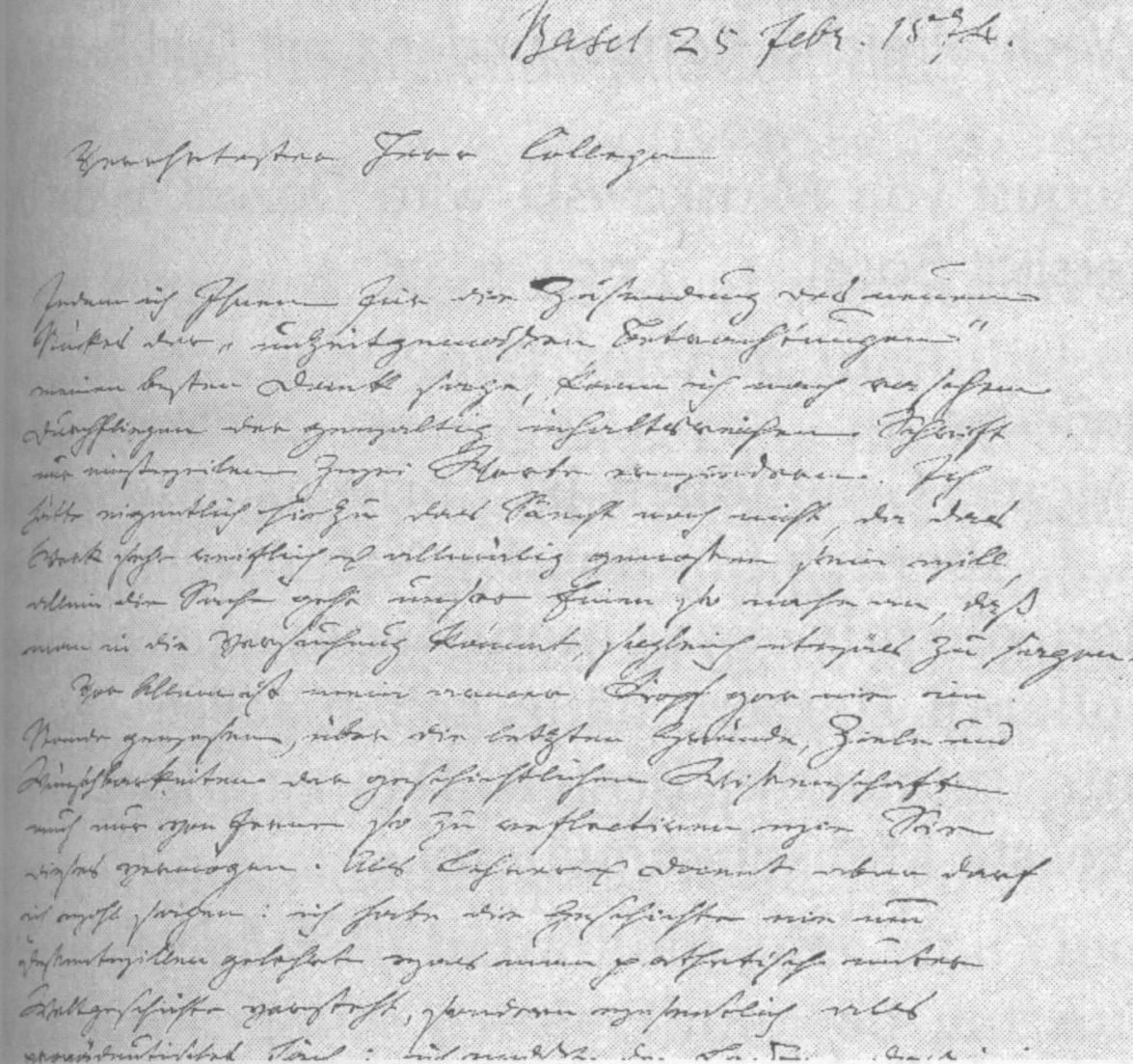
Reaktion Jacob Burckhardts auf die Zusendung der Schrift (für mehr Informationen vergrößern)

Jacob Burckhardt, sein Kollege an der Universität Basel, wirkte ebenfalls auf Nietzsches Geschichtsbild. So hörte Nietzsche im Wintersemester 1870 dessen Kolleg „Über das Studium der Geschichte“, welches später als Teil der Weltgeschichtlichen Betrachtungen veröffentlicht wurde. Burckhardts erste Vorlesung über „Griechische Kulturgeschichte“ im Sommersemester 1872 verfolgte Nietzsche ebenfalls. Er besaß auch eine Ausgabe der Kultur der Renaissance in Italien, aus der das kurze Burckhardt-Zitat in Vom Nutzen und Nachteil der Historie für das Leben stammt.
Von Burckhardt ließ sich Nietzsche in seiner negativen Deutung der politischen Gegenwart inspirieren: Der Basler Kulturhistoriker glaubte, einen autoritären Staat vorauszusehen, dessen ungebildete Massen das kulturelle Leben ersticken würden. Nietzsche ging aber wiederum über die Position seines „Lehrmeisters“ hinaus. Er ließ es nicht allein bei der Unterteilung in gebildete, akademische Elite und ungebildetes Volk bestehen, sondern teilte die (scheinbare) Elite noch einmal auf. Hier standen sich nun die wenigen tatsächlich Gebildeten, also die großen Genies (Goethe, Schopenhauer), und die „verbildeten“ Massen des akademischen Apparates gegenüber. Damit verengte Nietzsche den Begriff der Elite noch einmal stark.

### Overbeck und Hartmann
In den Kapiteln 7 und 8 von Nietzsches Schrift gibt es Passagen über das Christentum, die offenbar durch Über die Christlichkeit unserer heutigen Theologie oder Gespräche mit deren Verfasser, Nietzsches Freund Franz Overbeck, beeinflusst sind. Einige dieser Passagen weisen bereits auf Nietzsches spätere, radikale Kritik des Christentums hin, während andere eher indifferent sind oder das Christentum als Beispiel für Religion überhaupt vor übermäßigem „Historisieren“ in Schutz nehmen wollen. Zu diesem Thema siehe (Lit.: Sommer).
Eduard von Hartmann hat die Schrift insofern beeinflusst, als Nietzsche ihn in Kapitel 9 zum Ziel eines heftigen Angriffs macht. Freilich rezipierte Nietzsche hier nur einen kleinen Ausschnitt aus Hartmanns Buch Philosophie des Unbewussten, das er, wie bereits erwähnt, schon einige Jahre vor Abfassung der Unzeitgemäßen gelesen hatte. Seine Ablehnung war damals durchaus nicht so radikal gewesen wie hier. Es diente ihm offenbar eher als Beispiel für eine Zeitstimmung, die er bekämpfte. Siehe hierzu (Lit.: Salaquarda).

### Parallele zum Hinduismus
Nietzsches anti-teleologische Sichtweise weist gewisse Parallelen zur Sicht der alten Inder auf, auch wenn ein direkter Einfluss eher unwahrscheinlich ist.
Nietzsches drei Arten der Historie entsprechen bis zu einem gewissen Grade der hinduistischen Götterwelt. An deren Spitze steht eine Dreiheit aus dem Schöpfer Brahma, dem Bewahrer Vishnu und dem Zerstörer Shiva. Dem gegenüber stehen eine monumentalische Historie, die zu Neuem aufruft und antreibt, eine antiquarische Historie, die schon Erreichtes hegt und pflegt sowie eine kritische Historie, die gnadenlos Überkommenes verwirft und vernichtet. Bei den alten Indern ist zudem eine aus europäischer Sicht ungewöhnliche Betrachtung der Geschichte festzustellen. Hegel sagte, dass „die indische Kultur kein Geschichtsbewusstsein und keine Geschichtsschreibung entwickelt hat, die sich mit der europäischen vergleichen ließen“. Tatsächlich steht die hinduistische Denkweise diametral zur hegelschen: Das Einmalige und Zeitgebundene verblasst gegenüber dem Wiederkehrenden und Beständigen, was schließlich auch Einzug in die Philosophie Schopenhauers hielt. Auch Nietzsches späteren Gedanken von der „ewigen Wiederkunft“ mag man in diesen Zusammenhang stellen.

## Deutungen und Rezeption
Vom Nutzen und Nachteil der Historie für das Leben ist schon in der ersten Phase der Nietzsche-Rezeption ab 1890, erst recht aber im 20. Jahrhundert deutlich mehr und intensiver rezipiert worden als die anderen Unzeitgemäßen Betrachtungen. Dies liegt sicherlich auch daran, dass sie als einzige ein allgemein-philosophisches Thema ohne die Betrachtung einer bestimmten Person zum Inhalt hat.
Wiederkehrende und umstrittene Themen der Rezeption sind:
- Deutung und Neuinterpretation der Begriffe monumentalisch – antiquarisch – kritisch,
- Berechtigung und bleibende Aktualität von Nietzsches Gegenwartskritik,
- Zusammenhang mit früheren oder späteren Gedanken Nietzsches.

### Andreas-Salomé
Schon Lou Andreas-Salomé maß der zweiten Unzeitgemäßen große Bedeutung zu. Laut Salomé steht die Historie in dieser Schrift auch für das Gedankenleben allgemein, und dieses müsse nach Nietzsche dem Instinktleben dienen. In dieser Forderung und den Ausführungen zur „plastischen Kraft“ (HL, Kapitel 1) erkennt sie eine frühe Form von dem, was Nietzsche später das „Dionysische“ nannte. Wenn Nietzsche den gegenteiligen Zustand beschreibe, in dem eine Vielzahl fremder Einflüsse und Gedanken den Menschen, der sie nicht zu assimilieren und zu ordnen im Stande ist, zu einem „passiven Schauplatz durcheinanderwogender Kämpfe“ machten, nehme er seinen späteren Dekadenzbegriff vorweg. Salomé ging auch Nietzsches eigener psychologischen Aussage nach, ihm sei die Gefahr der Historie bekannt gewesen, weil er sie an sich selbst beobachtet habe. Ihr zufolge hat Nietzsche oft seine Selbstbeobachtungen auf seine Umwelt projiziert, und so sei ihm die Historie als Gefahr des ganzen Zeitalters erschienen. Daher trage die Schrift einen widersprüchlichen Doppelcharakter, denn Nietzsche wende sich einerseits gegen die lähmende Wirkung der Verstandestätigkeit, wie er sie an Zeitgenossen beobachtete, andererseits aber auch gegen ein Übermaß an widerstreitenden Einflüssen und Empfindungen, wie er sie in sich selbst vorgefunden habe: „Es ist ein Unterschied wie zwischen Seelenstumpfsinn und Seelenwahnsinn.“
Die drei Arten der Historie könnten, so Salomé, rückblickend Nietzsches Schaffensperioden zugeordnet werden: die antiquarische dem Philologen, die monumentalische dem Jünger Schopenhauers und Wagners, und die kritische der positivistisch-freigeistigen Zeit. In seiner letzten Schaffensperiode habe Nietzsche dann versucht, zu einer Vereinigung und Überwindung dieser Betrachtungsweisen zu kommen. Dabei habe er, wenn auch modifiziert, auf die schon hier von ihm geforderten starken Naturen zurückgegriffen, deren unhistorische Stärke sich darin zeige, wie viel Historie sie vertragen. Was in Nietzsches frühem Geniekult der historisch-unhistorische, „unzeitgemäße“ Mensch sei, welcher „durch die Vergangenheit, der Gegenwart überlegen, die Zukunft bau[t]“, das sei später unter anderen Vorzeichen der erlösende Übermensch geworden. Salomé bemerkt auch, dass Nietzsche in dieser Schrift schon den Gedanken der „Ewigen Wiederkunft“ (als Idee der Pythagoreer) vorstellt, der ihm später so wichtig wurde. Mit einer Reihe von Zitaten aus Werken zwischen den Unzeitgemäßen und Also sprach Zarathustra deutet sie an, dass auch dieser Gedanke durchaus mit Nietzsches Thesen in Vom Nutzen und Nachteil der Historie für das Leben zusammenhängt.

### Heidegger
Martin Heidegger schätzte die zweite Unzeitgemäße als eines der wichtigsten veröffentlichten Werke Nietzsches ein. Sie ist die einzige Schrift Nietzsches, die in Sein und Zeit explizit genannt und behandelt wird. Heidegger will hier (§ 76) zeigen, dass „Historie“ existenzial nur möglich sei aufgrund der „Geschichtlichkeit“ des Daseins. Eine Historie, die in einer „eigentlichen“ Geschichtlichkeit wurzelt, hat nach Heidegger das Mögliche zum Thema: sie „enthüll[e]“ da gewesenes Dasein in seiner Möglichkeit. Diese Erschließung von Möglichkeiten gründe sich weder aus der Vergangenheit noch aus der Gegenwart, sondern aus der Zukunft. Aber die Historie entfremde das Dasein auch von dieser eigentlichen Geschichtlichkeit; im Aufkommen des Problems des Historismus sieht Heidegger nur ein Symptom dieses tieferliegenden Verhängnisses. Nutzen und Nachteil könne die Historie für das Leben überhaupt nur deswegen haben, weil sich das Dasein schon für eigentliche oder uneigentliche Geschichtlichkeit entschieden habe. Nietzsche habe zu diesem Nutzen und Nachteil „das Wesentliche […] erkannt und eindeutig-eindringlich gesagt“. Auch Nietzsches Einteilung der drei Arten der Historie stimmt Heidegger zu, sieht diese Dreiheit aber noch viel tiefer in der existenzialen Struktur des Daseins begründet. „Eigentliche Historie“ müsse die Einheit dieser drei Arten von Historie sein. Dabei scheint Heidegger der monumentalischen Historie das Zukünftige, die Möglichkeit zuzuordnen, der antiquarischen das Gewesene, und schließlich sei monumentalisch-antiquarische Historie notwendig immer Kritik der Gegenwart.
Auch nach der „Kehre“ schenkte Heidegger der Schrift Nietzsches Beachtung: Im Rahmen seiner Nietzsche-Vorlesungen hielt er 1938/39 ein Seminar über das Werk (Lit.: Heidegger). Darin problematisierte er besonders Nietzsches Begriff vom „Leben“ aus dem Titel der Schrift. Nietzsches Angriffe gegen die Geschichtswissenschaft bettete er in seine eigenen wissenschaftskritischen Gedanken ein.

### White
Der Historiker und Literaturwissenschaftler Hayden White untersucht in seinem Hauptwerk Metahistory den Zusammenhang zwischen historischen Abhandlungen und der ihnen innewohnenden Semantik. Dazu hat er einerseits Nietzsches drei historische Funktionen (monumentalisch, antiquarisch, kritisch), andererseits dessen skeptische Haltung in Bezug auf eine wissenschaftliche Objektivität übernommen und teilweise neu gedeutet. White geht davon aus, dass sich der Geschichtsschreiber hauptsächlich einer der vier basalen Tropen (Metonymie, Synekdoche, Metapher, Ironie) bediene und damit bereits eine immanente Bewertung der Historie vorgenommen habe. Jede dieser rhetorischen Figuren zöge demnach automatisch eine tendenziöse Lesart des Textes nach sich. Ein tatsächlich neutraler Standpunkt könne nie erreicht werden.
Nach White wird das Individuum in der monumentalischen Historie als Subjekt dargestellt, da es seine Taten waren, welche scheinbar besondere Auswirkungen innerhalb der Geschichte zur Folge hätten. Auf der sprachlichen Ebene bediene sich diese Art der Geschichtsschreibung der Metonymie, also einer semantischen Figur, welche die Realität zu teilen und zu begrenzen versuche. Erst durch diese künstliche Aufspaltung der Geschichte sei es möglich, in speziellen Individuen (z. B. Genie, Eroberer) oder Prozessen (z. B. Klassenkampf) die eigentlichen Träger der Historie zu erkennen. Damit wirke die monumentalische Historie reduktionistisch. Ihr Wert liege in ihrem Bemühen, durch Deutungen der Vergangenheit auch Prognosen für die Zukunft und damit Handlungsanweisungen für die Gegenwart zu erstellen. Ihre Gefahr hingegen sei ihre einseitige Hervorhebung einzelner historischer Elemente.
In der antiquarischen Historie werde das Individuum zum Objekt in einer wohlgeordneten Welt, wodurch seine Identität bewahrt werden könnte. Diese Historie basiere auf der Synekdoche, welche die Elemente der Realität als Teile eines größeren Ganzen darstelle. Dies führe dazu, dass sämtliche geschichtliche Erinnerung als zusammengehörend aufgefasst werde. Auf diese Weise könne dann der Einzelne einen Zusammenhang in lokalen und globalen Ereignissen erkennen. Somit wirke die antiquarische Historie integrativ. Im günstigsten Fall würde das Individuum seine eigene Geschichte in der seiner Kultur wiederfinden, da durch die Beschreibung von ihm nahestehenden Ereignissen (beispielsweise seiner Stadtgeschichte) leichter eine Beziehung zur „großen“ Historie hergestellt werden könne. Ansonsten bestehe aber die Gefahr, dass ein Rückzug auf ein reines Repetieren von Vergangenem stattfände – gleich ob dieses nun bedeutsam gewesen sei oder nicht.
Die kritische Historie bediene sich einer weiteren semantischen Figur, nämlich der Ironie, die durch Spott die kranke Vergangenheit eines Volkes auflöse. Damit könne einerseits das Pathos der monumentalischen und andererseits die Blasiertheit der antiquarischen Historie aufgedeckt werden. Diese „gnadenlose“ Ironie entkleide zwar die Realität von allen Mythen, hinterlasse dabei aber möglicherweise eine unerträgliche Leere. Dies führe entweder zu krankem Nihilismus oder zu einer animalischen Regression. Als vierte sprachliche Figur müsse deshalb die Metapher die Ironie in einer Balance halten: Die grausame und kalte Wirklichkeit werde dabei durch metaphorische Begriffe romantisierend umgedeutet.

### Vattimo
Gianni Vattimo hält die Schrift für „besonders faszinierend, obwohl sie […] mehr Probleme und Fragen aufwirft und stellt, als sie löst und beantwortet“. Vattimo meint, die zweite Unzeitgemäße lasse sich „nur schwer als Endpunkt einer Entwicklung oder als Vorbereitung späterer Thesen – etwa der Lehre von der Ewigen Wiederkunft – begreifen“ und hält die umgekehrte These, Nietzsche habe in der weiteren Entwicklung seiner Philosophie seinen hier vertretenen Standpunkt Stück für Stück geräumt, für mindestens ebenso wahrscheinlich.
Vattimo hält besonders die Kritik am „Historismus“ als einer der vorherrschenden Geistesströmungen des 19. Jahrhunderts für wichtig. Diese Kritik richte sich weniger gegen die hegelsche Metaphysik selbst als gegen ihre gesellschaftlichen Folgen, die einseitig auf die Geschichtsschreibung konzentrierte Bildung und Erziehung. Insbesondere Nietzsches Kritik am Gefühl des Epigonentums hebt Vattimo hervor. Die Menschen des späten 19. Jahrhunderts hätten sich tatsächlich mittels der Lehren Hegels, Darwins und des Positivismus – gegebenenfalls in popularisierter Form – als End- und Höhepunkt der „Weltgeschichte“ gefühlt. Mit der Beschreibung der geschwächten Persönlichkeit, die über ein Übermaß an Wissensbeständen, jedoch über keinen inneren Bezug dazu verfügt, und immer neue Reizmittel benötigt, habe Nietzsche „ein charakteristisches Zeichen der Massenkultur […] im 20. Jahrhundert“ vorausgesehen. Vattimo bemängelt aber Nietzsches Vorschlag eines Zurückgreifens auf „überhistorische“ Mächte, der nicht hinreichend durchdacht sei: „[A]ngesichts der Klarheit und Eindeutigkeit der destruierenden Bestimmungen erscheinen die konstruktiven Aspekte der Schrift […] bestenfalls als eine Sammlung von Forderungen, die weithin unbestimmt bleiben.“
Zwischen die Entstehung von Vom Nutzen und Nachteil der Historie für das Leben und Menschliches, Allzumenschliches (1878) hat Vattimo den Beginn der philosophischen Postmoderne datiert: Nietzsche habe klar gesehen, dass die „Überwindung“ – ein von Vattimo weitläufig diskutierter Begriff, dem er den von Heidegger entlehnten der „Verwindung“ gegenüberstellt – selbst ein typisch „moderner“ Akt und damit nicht auf die Moderne selbst anwendbar sei. In der frühen Schrift habe er den wenig überzeugenden Rückgriff auf überhistorische und äternisierende Mächte versucht, in seiner folgenden Periode habe sich Nietzsche zu einer Auflösung der Moderne durch die „Radikalisierung eben der diese Moderne selbst konstituierenden Tendenzen“ entschlossen.

### Weitere
Von mehreren Interpreten hat es Kritik an Nietzsches auch hier benutztem Kulturbegriff („Einheit des künstlerischen Stiles in allen Lebensäußerungen eines Volkes“, so bereits in der ersten Unzeitgemäßen) gegeben. Die Forderung nach einer solchen Einheit verkenne die wertvollen Möglichkeiten eines Pluralismus auch in Kunst und Kultur. Auch sei es verwunderlich, dass Nietzsche die Frage danach, inwieweit auch seine Kritik selbst historisch bedingt sei, nicht stelle. Überhaupt nenne er keine formalen Gründe für seine Thesen, die ganze Schrift argumentiere nicht, sondern beharre auf ihrer eigenen, unbedingten Gültigkeit. (Eine ähnliche Kritik äußerte übrigens schon Erwin Rohde, nachdem er von Nietzsche dazu aufgefordert worden war: „Du deducirst allzu wenig, sondern überlässest dem Leser mehr als billig und gut ist, die Brücken zwischen Deinen Gedanken und Sätzen zu finden“) Tatsächlich sei es aber beispielsweise keineswegs selbstverständlich, dass ein Gegensatz zwischen wissenschaftlicher Tätigkeit und Vitalität bestehe. Der Gegensatz Historie/Leben bzw. allgemeiner: wissenschaftliche Erkenntnis/Leben werde von Nietzsche nur behauptet, nicht bewiesen.
Nietzsches Schrift Vom Nutzen und Nachteil der Historie für das Leben gilt als die mit Abstand wirkmächtigste der vier Unzeitgemäßen Betrachtungen. Dieser Text hatte eine sehr große Wirkungsgeschichte, die über die Philosophie weit hinausreicht: Bis heute spielt er eine wichtige Rolle in kontroversen Diskursen von Philosophen, Historikern und Kulturwissenschaftlern. Dabei wird auch die Frage erörtert, in welchem Maße diese Schrift, die in den Historismus-Debatten wesentliche Impulse gegeben hat, auch heute noch Aktualität besitzt. Eine eindeutige Antwort darauf gibt es nicht, vielmehr wird kontrovers diskutiert (Lit.: Borchmeyer, Neymeyr).
Auch von denjenigen, die Nietzsches Angriffe gegen den Historismus teilen, werden seine Lösungsvorschläge kritisch betrachtet. Der Rückgriff auf „überhistorische“ Kräfte, namentlich Kunst und Religion, sei nicht überzeugend. Entsprechend habe auch Nietzsche selbst in seiner nächsten Schaffensphase gerade diese beiden einer scharfen Kritik unterzogen.

### Ausgaben
Siehe Nietzsche-Ausgabe für allgemeine Informationen.
- In der von Giorgio Colli und Mazzino Montinari begründeten Kritischen Gesamtausgabe (KGW) ist Vom Nutzen und Nachteil der Historie für das Leben zu finden in
  - Abteilung III, Band 1 (zusammen mit der Geburt der Tragödie, der ersten und der dritten Unzeitgemäßen Betrachtung), ISBN 3-11-004227-4. Der Nachbericht, d. h. kritische Apparat hierzu findet sich in Abteilung III, Band 5, ISBN 3-11-007774-4. Siehe Weblinks.
- Denselben Text liefert die Kritische Studienausgabe (KSA) in Band 1 (zusammen mit der Geburt der Tragödie, allen anderen Unzeitgemäßen Betrachtungen, nachgelassenen Basler Schriften und mit einem Nachwort von Giorgio Colli). Der Band KSA 1 erscheint auch als Einzelband unter der ISBN 3-423-30151-1. Der zugehörige Apparat befindet sich im Kommentarband (KSA 14), S. 64–74.
- Im Ernst Klett Schulbuchverlag erschien 1995 eine Ausgabe der Schrift mit Materialien und Interpretationen, darin Texte von Wilhelm Weischedel, Hans-Georg Gadamer, Jacob Burckhardt und anderen, herausgegeben von Joachim Vahland, ISBN 3-12-692040-3.
- Neben Einzelausgaben der Schrift bei Reclam ISBN 3-15-007134-8 und Diogenes ISBN 3-257-21196-1 gibt es (der KSA textkritisch unterlegene) Ausgaben aller Unzeitgemäßen Betrachtungen
  - im Goldmann Verlag mit Anmerkungen von Peter Pütz, ISBN 3-442-07638-2,
  - im Insel Verlag mit einem Nachwort von Ralph-Rainer Wuthenow, ISBN 3-458-32209-4.

### Sekundärliteratur
Alle großen Monographien zu Nietzsche behandeln auch die zweite Unzeitgemäße Betrachtung, siehe deswegen grundsätzlich die Literaturliste im Artikel „Friedrich Nietzsche“. Ausführliche Bibliographien finden sich in den hier aufgeführten Werken von Neymeyr, Salaquarda und Sommer sowie unten bei Weblinks. Siehe auch:
Philosophiebibliographie: Friedrich Nietzsche – Zusätzliche Literaturhinweise zum Thema
- Dieter Borchmeyer (Hrsg.): Vom Nutzen und Nachteil der Historie für das Leben. Suhrkamp, Frankfurt am Main 1996, ISBN 3-518-28861-X. (Sammlung von Aufsätzen mit Bezug zum Werk, unter den Autoren: Hans-Georg Gadamer, Hermann Lübbe, Kurt Hübner, Klaus Berger, Harald Weinrich u. a.)
- Jacobus A.L.J.J. Geijsen: Geschichte und Gerechtigkeit: Grundzüge einer Philosophie der Mitte im Frühwerk Nietzsches. de Gruyter, Berlin/New York 1997, ISBN 3-11-015647-4. (Monographien und Texte zur Nietzsche-Forschung, Nr. 39, zugl. Dissertation an der Universität Leiden)
- Gerhard Haeuptner: Die Geschichtsansicht des jungen Nietzsche: Versuch einer immanenten Kritik der zweiten unzeitgemäßen Betrachtung. Kohlhammer, Stuttgart 1936.
- Martin Heidegger: Zur Auslegung von Nietzsches II. Unzeitgemässer Betrachtung: „Vom Nutzen und Nachteil der Historie für das Leben“. Heidegger-Gesamtausgabe, Bd. 46, Klostermann, Frankfurt am Main 2003, ISBN 3-465-03286-1.
- Barbara Neymeyr: Kommentar zu Nietzsches Unzeitgemässen Betrachtungen. I. David Strauss der Bekenner und der Schriftsteller. II. Vom Nutzen und Nachtheil der Historie für das Leben (= Historischer und kritischer Kommentar zu Friedrich Nietzsches Werken. Bd. 1/2). De Gruyter, Berlin/Boston 2020, ISBN 978-3-11-028682-3 (erstmals umfassende Erschließung der Quellen und der weitreichenden Wirkungsgeschichte der Historienschrift sowie ihrer Problemdimensionen: S. 253–584)
- Jörg Salaquarda: Studien zur Zweiten Unzeitgemäßen Betrachtung. In: Nietzsche-Studien. Internationales Jahrbuch für die Nietzsche-Forschung 13, 1984, S. 1–45, ISSN 0342-1422. (Salaquarda untersucht in drei kurzen Studien: 1. warum Nietzsche die Schrift später missachtete, 2. die Entstehung der Schrift, 3. Funktion, Berechtigung und Tragweite der Auseinandersetzung mit Hartmann.)
- Hartmut Schröter: Historische Theorie und geschichtliches Handeln – zur Wissenschaftskritik Nietzsches. Mäander, Mittenwald 1982, ISBN 3-88219-108-2. (Zugleich Dissertation an der Universität Tübingen)
- Andreas Urs Sommer: Der Geist der Historie und das Ende des Christentums. Zur Waffengenossenschaft von Friedrich Nietzsche und Franz Overbeck. Akademie-Verlag, Berlin 1997, ISBN 3-05-003112-3. (Geht Gemeinsamkeiten und Unterschieden im Geschichtsverständnis Overbecks und Nietzsches nach und widmet dabei Vom Nutzen und Nachteil der Historie für das Leben besondere Aufmerksamkeit.)
- Hayden White: Metahistory: die historische Einbildungskraft im 19. Jahrhundert in Europa. Fischer, Frankfurt am Main 1994, ISBN 3-596-11701-1. (Untersucht die Sprache der Geschichtsschreibung nach literaturwissenschaftlichen Kriterien und nimmt dabei stark auf Nietzsches Theorie der Historie Bezug.)